# Samantha Carter
Pour les articles homonymes, voir Carter.
 (décembre 2024).
Si vous disposez d'ouvrages ou d'articles de référence ou si vous connaissez des sites web de qualité traitant du thème abordé ici, merci de compléter l'article en donnant les références utiles à sa vérifiabilité et en les liant à la section « Notes et références ».
Samantha Carter est un personnage de l'univers de fiction des séries télévisées Stargate SG-1, Stargate Atlantis et Stargate Universe, interprétée par l'actrice Amanda Tapping. Il s'agit du personnage le plus récurrent de la franchise, apparaissant dans 238 épisodes, du premier jusqu'au dernier épisode de SG-1 (sauf dans les 5 premiers épisodes de la saison 9, l'actrice étant enceinte) ; étant présent dans les saisons 4 et 5 d'Atlantis, et faisant quelques apparitions dans Universe.

## Biographie
Samantha (Sam) Carter est un brillant officier scientifique et une spécialiste en astrophysique qui travaille pour le Pentagone. Son père, Jacob Carter, était Major-général dans l'U.S. Air Force. Sa mère est morte dans un accident de voiture lorsqu'elle était adolescente — un drame qui a contribué à envenimer ses relations avec son père et son frère Mark. Samantha a toujours voulu devenir astronaute, mais après la suspension du programme de navette spatiale, elle s'est engagée sur les traces de son père, vers l'Armée de l'air. Grâce à son génie elle travaille naturellement pour le programme Porte des Étoiles, bien qu'elle n'ait pas pu participer au premier voyage. Elle a passé plusieurs années à étudier les rapports de la première mission à travers la porte des étoiles en direction d'Abydos.
Lorsque le SGC décida de réactiver le programme Porte des Étoiles après une attaque du Goa'uld Apophis, Samantha fut assignée à l’équipe qui fut envoyée sur Abydos pour enquêter sur l’origine de l’attaque. Dès son retour de mission, après avoir établi que la porte des étoiles reliait plus que seulement deux planètes (la Terre et Abydos) elle fut assignée à une des 9 premières équipes du SGC, l’équipe SG-1.
Quelque temps plus tard, Samantha devint temporairement l’hôte de la Tok'ra Jolinar de Malkshur. Ce court moment sous le contrôle d’un symbiote entraîna des modifications génétiques qui lui permirent d’utiliser des technologies goa’ulds. Le père de Samantha, Jacob, devint lui aussi l’hôte du Tok’ra Selmak pour guérir de son cancer en phase terminale après une mission sur P34-353J, ainsi que pour sauver Selmak, dont l'hôte précédent était mourant. Elle fut promue Major en 1999, Lieutenant-colonel en 2004 et Colonel en 2007 et prit le commandement d'Atlantis, ce qui veut dire qu'elle quitta SG-1. En 2009, elle fut relevée de ses fonctions sur Atlantis et prit le commandement du BC-304 George Hammond, nommé en l'honneur du général Hammond après son décès (l'acteur le jouant, Don S. Davis, étant décédé).

## Ses études
Carter a consacré sa vie au travail. Elle a suivi les traces de son père en intégrant l'U.S. Air Force Academy, où elle a étudié sous la direction du général Kerrigan et du professeur Monroe. Étudiante brillante, elle a obtenu son doctorat en astrophysique théorique. Elle a été mutée au Pentagone, à Washington D.C., où elle a passé une année à étudier les nanotechnologies. Elle a aussi travaillé sur la génétique avec le docteur Harlow. Ses découvertes sur la physique des vortex sont inestimables pour la science.

## Entraînement
Carter est un officier hors pair. Elle a passé plus de 100 heures en territoire ennemi pendant la guerre du Golfe. Elle a participé à des bombardements simulés sur un F-16. Même si elle n'arbore pas les ailes des pilotes, elle a déjà été aux commandes de vaisseaux extraterrestres hybrides tels que le F-302. Elle a atteint le niveau 3 en close-combat.

## Contributions scientifiques
Les connaissances scientifiques et technologiques de Carter ont été un atout majeur pour le programme Porte des Étoiles. Elle est capable de réparer, d'analyser et de faire fonctionner de nombreuses machines extraterrestres. Elle a participé à la conception et à la construction de technologies hybrides employées sur le X-301, le F-302, le BC-303 et les DSC-304.

## Promotions
Après 2 années de services exemplaires au SGC, le capitaine Carter a été promue major (Diplomatie). Elle a même parfois pris la tête de certaines missions en l'absence du colonel O'Neill. 5 ans après avoir obtenu le grade de major, elle a obtenu celui de lieutenant-colonel (Mésalliance), tandis qu'O'Neill passait général. Carter est devenue chef de SG-1.
En 2007, elle est promue colonel et prend la tête de l'expédition Atlantis pendant 1 an (À la dérive). Une fois sa mission principale remplie (éliminer les Réplicateurs de Pégase), le CIS la releva de ses fonctions.
Samantha Carter a pris, en 2009, le commandement du nouveau vaisseau terrien : le George Hammond, nommé ainsi en l'honneur de l'ancien commandant du SGC. 

## Hauts faits
On considère Carter comme la principale experte terrienne de la porte des étoiles. Ses recherches au Pentagone ont contribué à jeter les bases de l'actuelle science des vortex.
C'est une mathématicienne brillante et une experte en informatique : on a souvent fait appel à elle pour rédiger des programmes, analyser ou décrypter des données.
Carter a conçu et modifié un grand nombre de machines, parmi lesquelles les vaisseaux hybrides et l'accélérateur de particules. Grâce aux améliorations apportées à la machine de la planète Orban, on a pu créer un générateur à naquadah viable, source d'énergie vitale lors des missions.
Ses connaissances en astrophysique lui ont permis de créer une supernova artificielle pour faire exploser un soleil.

## Décorations militaires
Carter a été récompensée maintes fois pour son courage et son héroïsme, notamment pour avoir empêché Hathor de prendre le contrôle du SGC.
Elle a entre autres :
| Décorations individuelles                         |                                                                                      |
|                                                   | Airman's Medal                                                                       |
|                                                   | Meritorious Service Medal                                                            |
|                                                   | Air Force Commendation Medal                                                         |
|                                                   | Air Force Achievement Medal                                                          |
| Distinctions d'unité                              |                                                                                      |
|                                                   | Air Force Organizational Excellence Award (en)                                       |
| Médailles de campagne                             |                                                                                      |
| Bronze star                                       | National Defense Service Medal (avec une étoile de service en bronze)                |
| Service and training awards                       |                                                                                      |
| Bronze oak leaf cluster · Bronze oak leaf cluster | Air Force Longevity Service Award (avec deux grappes de feuilles de chêne en bronze) |
|                                                   | Small Arms Expert Marksmanship Ribbon (en)                                           |
|                                                   | Air Force Training Ribbon (en)                                                       |

| Insignes militaires |                                    |
|                     | Senior Space Operations Badge (en) |

## Personnalité
Samantha Carter a l'art d'expliquer les choses avec une précision scientifique (souvent incompréhensible), ce qui parfois peut agacer le général Jack O'Neill et laisser son entourage perplexe. Cependant, elle est dotée d'une intelligence hors norme, elle peut renverser une situation (même si on ne comprend pas toujours comment ni par quels moyens elle y arrive).
Dans l'équipe, elle assure la fonction de « grosse tête », mais c'est une personnalité attachante et parfois enfantine (elle prend le Asgard Thor dans ses bras après une victoire contre les Réplicateurs), que la présence de Daniel a fait évoluer, ainsi que son amitié pour Teal'c, mais surtout ses relations ambiguës avec le général O'Neill. Cependant, sachant que des relations amoureuses entre militaires et surtout avec un supérieur hiérarchique sont impossibles, elle a pendant un temps eu une liaison avec Pete, une ancienne connaissance, à qui elle fut enfin forcée de révéler la vraie nature de ses activités. Mais cela ne fonctionne pas entre eux.
Sa beauté de corps et d'esprit font que de nombreux extraterrestres de la galaxie sont tombés amoureux d'elle (elle fut d'ailleurs kidnappée dès le troisième épisode de la série SG-1 pour cette raison).